# Världsmästerskapen i hastighetsåkning på skridskor 2008
Världsmästerskapen i hastighetsåkning på skridskor 2008 avgjordes i Sportforum Hohenschönhausen i Berlin, Tyskland under perioden 9-10 februari 2008. Nederländernas Paulien van Deutekom och Sven Kramer blev världsmästare.

## Damer

### Dag 1
| Placering | Åkare                | Nation        | Tid   |
| --------- | -------------------- | ------------- | ----- |
| 1         | Christine Nesbitt    | Kanada        | 39.03 |
| 2         | Ireen Wüst           | Nederländerna | 39.28 |
| 3         | Fei Wang             | Kina          | 39.57 |
| 4         | Kristina Groves      | Kanada        | 39.64 |
| 5         | Paulien van Deutekom | Nederländerna | 39.65 |
| 6         | Jekaterina Lobysjeva | Ryssland      | 39.70 |
| 7         | Marrit Leenstra      | Nederländerna | 39.72 |
| 8         | Daniela Anschütz     | Tyskland      | 39.98 |
| 9         | Claudia Pechstein    | Tyskland      | 40.01 |
| 9         | Yekaterina Abramova  | Ryssland      | 40.01 |

| Placering | Åkare                | Nation        | Tid     |
| --------- | -------------------- | ------------- | ------- |
| 1         | Paulien van Deutekom | Nederländerna | 4:03.33 |
| 2         | Martina Sáblíková    | Tjeckien      | 4:05.69 |
| 3         | Kristina Groves      | Kanada        | 4:06.36 |
| 4         | Ireen Wüst           | Nederländerna | 4:06.62 |
| 5         | Christine Nesbitt    | Kanada        | 4:07.34 |
| 6         | Diane Valkenburg     | Nederländerna | 4:09.49 |
| 7         | Clara Hughes         | Kanada        | 4:11.21 |
| 8         | Daniela Anschütz     | Tyskland      | 4:11.43 |
| 9         | Claudia Pechstein    | Tyskland      | 4:12.09 |
| 10        | Katrin Mattscherodt  | Tyskland      | 4:12.98 |

### Dag 2
| Placering | Åkare                | Nation        | Tid     |
| --------- | -------------------- | ------------- | ------- |
| 1         | Ireen Wüst           | Nederländerna | 1:57.59 |
| 2         | Paulien van Deutekom | Nederländerna | 1:57.83 |
| 3         | Christine Nesbitt    | Kanada        | 1:58.57 |
| 4         | Kristina Groves      | Kanada        | 1:58.67 |
| 5         | Fei Wang             | Kina          | 1:59.31 |
| 6         | Daniela Anschütz     | Tyskland      | 1:59.44 |
| 7         | Marrit Leenstra      | Nederländerna | 1:59.51 |
| 8         | Martina Sáblíková    | Tjeckien      | 1:59.62 |
| 9         | Claudia Pechstein    | Tyskland      | 1:59.77 |
| 10        | Diane Valkenburg     | Nederländerna | 1:59.82 |

| Placering | Åkare                | Nation        | Tid        |
| --------- | -------------------- | ------------- | ---------- |
| 1         | Martina Sáblíková    | Tjeckien      | 6:59.26 BR |
| 2         | Kristina Groves      | Kanada        | 7:06.22    |
| 3         | Paulien van Deutekom | Nederländerna | 7:07.10    |
| 4         | Ireen Wüst           | Nederländerna | 7:09.54    |
| 5         | Clara Hughes         | Kanada        | 7:09.55    |
| 6         | Claudia Pechstein    | Tyskland      | 7:11.45    |
| 7         | Daniela Anschütz     | Tyskland      | 7:11,88    |
| 8         | Katrin Mattscherodt  | Tyskland      | 7:15.61    |
| 9         | Christine Nesbitt    | Kanada        | 7:15.92    |
| 10        | Diane Valkenburg     | Nederländerna | 7:18.25    |

### Allroundresultat
| Placering | Åkare                | Nation        | 500 meter  | 3 000 meter  | 1 500 meter  | 5 000 meter  | Poäng   |
| 1         | Paulien van Deutekom | Nederländerna | 39.65 (5)  | 4:03.33 (1)  | 1:57.83 (2)  | 7:07.10 (3)  | 162.191 |
| 2         | Ireen Wüst           | Nederländerna | 39.28 (2)  | 4:06.62 (4)  | 1:57.59 (1)  | 7;09.54 (4)  | 162.533 |
| 3         | Kristina Groves      | Kanada        | 39.64 (4)  | 4:06.36 (3)  | 1:58.67 (4)  | 7:06.22 (2)  | 162.878 |
| 4         | Christine Nesbitt    | Kanada        | 39.03 (1)  | 4:07.34 (5)  | 1:58.57 (3)  | 7:15.92 (9)  | 163.368 |
| 5         | Martina Sáblíková    | Tjeckien      | 40.92 (15) | 4:05.69 (2)  | 1:59.62 (8)  | 6:59.26 (1)  | 163.667 |
| 6         | Daniela Anschütz     | Tyskland      | 39.98 (8)  | 4:11.43 (8)  | 1:59.44 (6)  | 7:11.88 (7)  | 164.886 |
| 7         | Claudia Pechstein    | Tyskland      | 40.01 (9)  | 4:12.09 (9)  | 1:59.77 (9)  | 7:11.45 (6)  | 165.093 |
| 8         | Diane Valkenburg     | Nederländerna | 40.28 (11) | 4:09.49 (6)  | 1:59.82 (10) | 7:18.25 (10) | 165.626 |
| 9         | Fei Wang             | Kina          | 39.57 (3)  | 4:13.75 (11) | 1:59.31 (5)  | 7:23.83 (11) | 166.014 |
| 10        | Katrin Mattscherodt  | Tyskland      | 41.21 (20) | 4:12.98 (10) | 2:00.56 (12) | 7:15.61 (8)  | 167.120 |
| 11        | Clara Hughes         | Kanada        | 42.10 (22) | 4:11.21 (7)  | 2:01.63 (15) | 7:09.55 (5)  | 167.466 |
| 12        | Marrit Leenstra      | Nederländerna | 39.72 (7)  | 4:14.85 (12) | 1:59.51 (7)  | 7:35.98 (12) | 167.629 |
| NQ13      | Maki Tabata          | Japan         | 40.48 (13) | 4:15.44 (14) | 2:00.70 (13) |              | 123.286 |
| NQ14      | Jekaterina Lobysjeva | Ryssland      | 39.70 (6)  | 4:19.92 (21) | 2:01.45 (14) |              | 123.503 |
| NQ15      | Brittany Schussler   | Kanada        | 40.75 (14) | 4:16.93 (16) | 2:00.11 (11) |              | 123.607 |
| NQ16      | Galina Lichatsjova   | Ryssland      | 40.45 (12) | 4:18.00 (18) | 2:02.23 (18) |              | 124.193 |
| NQ17      | Katarzyna Wójcicka   | Polen         | 40.93 (16) | 4:17.47 (17) | 2:02.03 (16) |              | 124.517 |
| NQ18      | Mari Hemmer          | Norge         | 41.07 (17) | 4:15.11 (13) | 2:03,05 (20) |              | 124.604 |
| NQ19      | Yekaterina Abramova  | Ryssland      | 40.01 (9)  | 4:22.54 (23) | 2:03.77 (21) |              | 125.022 |
| NQ20      | Lucille Opitz        | Tyskland      | 41.19 (19) | 4:18.10 (19) | 2:02.47 (19) |              | 125.029 |
| NQ21      | Lee Ju-youn          | Sydkorea      | 41.14 (18) | 4:19.67 (20) | 2:02.19 (17) |              | 125.148 |
| NQ22      | Catherine Raney      | USA           | 41.74 (21) | 4:15.87 (15) | 2:04.72 (22) |              | 125.958 |
| NQ23      | Eriko Ishino         | Japan         | 42.10 (22) | 4:21.14 (22) | 2:05.53 (23) |              | 127.466 |
| NQ24      | Anna Ringsred        | USA           | 42.30 (24) | 4:32.58 (24) | 2:08.72 (24) |              | 130.636 |

NQ = Ej kvalificerad för 5 000 meter (bara de 12 bästa fick vara med där)
DQ = diskvalificerad

## Herrar

### Dag 1
| Placering | Åkare               | Nation        | Tid   |
| --------- | ------------------- | ------------- | ----- |
| 1         | Denny Morrison      | Kanada        | 35.81 |
| 2         | Shani Davis         | USA           | 35.85 |
| 3         | Sven Kramer         | Nederländerna | 36.22 |
| 4         | Jevgeni Lalenkov    | Ryssland      | 36.27 |
| 5         | Håvard Bøkko        | Norge         | 36.54 |
| 5         | Ivan Skobrev        | Ryssland      | 36.54 |
| 7         | Chad Hedrick        | USA           | 36.55 |
| 8         | Konrad Niedźwiedzki | Polen         | 36.57 |
| 9         | Steven Elm          | Kanada        | 36.70 |
| 10        | Enrico Fabris       | Italien       | 36.72 |

| Placering | Åkare              | Nation        | Tid     |
| --------- | ------------------ | ------------- | ------- |
| 1         | Sven Kramer        | Nederländerna | 6:13.35 |
| 2         | Håvard Bøkko       | Norge         | 6:17.64 |
| 3         | Chad Hedrick       | USA           | 6:18.90 |
| 4         | Shani Davis        | USA           | 6:23.92 |
| 5         | Wouter Olde Heuvel | Nederländerna | 6:25.06 |
| 6         | Carl Verheijen     | Nederländerna | 6:29.39 |
| 7         | Sverre Haugli      | Norge         | 6:29.64 |
| 8         | Hiroki Hirako      | Japan         | 6:33.17 |
| 9         | Denny Morrison     | Kanada        | 6:33.53 |
| 10        | Enrico Fabris      | Italien       | 6:33.61 |

### Dag 2
| Placering | Åkare              | Nation        | Tid     |
| --------- | ------------------ | ------------- | ------- |
| 1         | Shani Davis        | USA           | 1:45.93 |
| 2         | Denny Morrison     | Kanada        | 1:45.98 |
| 3         | Jevgeni Lalenkov   | Ryssland      | 1:46.39 |
| 4         | Sven Kramer        | Nederländerna | 1:46.47 |
| 5         | Chad Hedrick       | USA           | 1:46.82 |
| 6         | Wouter Olde Heuvel | Nederländerna | 1:47.32 |
| 7         | Håvard Bøkko       | Norge         | 1:47.93 |
| 8         | Enrico Fabris      | Italien       | 1:48.12 |
| 9         | Ben Jongejan       | Nederländerna | 1:48.17 |
| 10        | Lucas Makowsky     | Kanada        | 1:48.46 |

| Placering | Åkare              | Nation        | Tid         |
| --------- | ------------------ | ------------- | ----------- |
| 1         | Sven Kramer        | Nederländerna | 13:09.06 BR |
| 2         | Håvard Bøkko       | Norge         | 13:10.87    |
| 3         | Wouter Olde Heuvel | Nederländerna | 13:20.97    |
| 4         | Carl Verheijen     | Nederländerna | 13:23.86    |
| 5         | Shani Davis        | USA           | 13:27.13    |
| 6         | Chad Hedrick       | USA           | 13:32.69    |
| 7         | Ivan Skobrev       | Ryssland      | 13:37.72    |
| 8         | Ben Jongejan       | Nederländerna | 13:43.73    |
| 9         | Enrico Fabris      | Italien       | 13:45.23    |
| 10        | Sverre Haugli      | Norge         | 13:46.63    |

### Allroundresultat
| Placering | Åkare               | Nation        | 500 meter  | 5 000 meter  | 1 500 meter  | 10 000 meter  | Poäng   |
| 1         | Sven Kramer         | Nederländerna | 36.22 (3)  | 6:13.35 (1)  | 1:46.46 (4)  | 13:09.06 (1)  | 148.494 |
| 2         | Håvard Bøkko        | Norge         | 36.54 (5)  | 6:17.64 (2)  | 1:47.93 (7)  | 13:10.87 (2)  | 149.823 |
| 3         | Shani Davis         | USA           | 35.85 (2)  | 6:23.92 (4)  | 1:45.93 (1)  | 13:27.13 (5)  | 149.908 |
| 4         | Chad Hedrick        | USA           | 36.55 (7)  | 6:18.90 (3)  | 1:46.82 (5)  | 13:32.69 (6)  | 150.680 |
| 5         | Wouter Olde Heuvel  | Nederländerna | 36.98 (12) | 6:25.07 (5)  | 1:47.32 (6)  | 13:20.97 (3)  | 151.308 |
| 6         | Denny Morrison      | Kanada        | 35,81 (1)  | 6:33.53 (9)  | 1:45.98 (2)  | 14:11.76 (11) | 153.077 |
| 7         | Enrico Fabris       | Italien       | 36.72 (10) | 6:33.61 (10) | 1:48.12 (8)  | 13:45.23 (9)  | 153.382 |
| 8         | Ivan Skobrev        | Ryssland      | 36.54 (5)  | 6:34.72 (11) | 1:50.00 (19) | 13:37.72 (7)  | 153.564 |
| 9         | Carl Verheijen      | Nederländerna | 38.07 (23) | 6:29.39 (6)  | 1:49.23 (13) | 13:23.86 (4)  | 153.612 |
| 10        | Ben Jongejan        | Nederländerna | 37.24 (14) | 6:34.94 (12) | 1:48.17 (9)  | 13:43.73 (8)  | 153.976 |
| 11        | Sverre Haugli       | Norge         | 37.83 (20) | 6:29.64 (7)  | 1:49.31 (15) | 13:46.63 (10) | 154.561 |
| 12        | Jevgeni Lalenkov    | Ryssland      | 36.27 (4)  | 6:37.96 (15) | 1:46.39 (3)  | 14:22.09 (12) | 154.633 |
| NQ13      | Lucas Makowsky      | Kanada        | 36.85 (11) | 6:37.30 (14) | 1:48.46 (10) |               | 112.733 |
| NQ14      | Tobias Schneider    | Tyskland      | 37.27 (15) | 6:36.32 (13) | 1:48.96 (12) |               | 113.222 |
| NQ15      | Henrik Christiansen | Norge         | 37.35 (16) | 6:38.75 (16) | 1:49.28 (14) |               | 113.651 |
| NQ16      | Robert Lehmann      | Tyskland      | 37.07 (13) | 6:41.80 (17) | 1:49.40 (16) |               | 113.716 |
| NQ17      | Steven Elm          | Kanada        | 36.70 (9)  | 6:48.37 (21) | 1:48.80 (11) |               | 113.803 |
| NQ18      | Konrad Niedźwiedzki | Polen         | 36.57 (8)  | 6:47.83 (20) | 1:49.69 (17) |               | 113.916 |
| NQ19      | Hiroki Hirako       | Japan         | 37.83 (20) | 6:33.17 (8)  | 1:51.35 (21) |               | 114.263 |
| NQ20      | Trevor Marsicano    | USA           | 37.82 (19) | 6:42.24 (18) | 1:49.84 (18) |               | 114.657 |
| NQ21      | Justin Warsylewicz  | Kanada        | 38.02 (22) | 6:49.29 (22) | 1:50.57 (20) |               | 115.805 |
| NQ22      | Justin Stelly       | USA           | 37.71 (18) | 6:51.97 (23) | 1:53.84 (23) |               | 116.853 |
| DQ1 -     | Xingyu Song         | Kina          | DQ ()      | 6:45.94 (19) | 1:53.29 (22) |               |         |
| NQ24-     | Kwun-Won Choi       | Sydkorea      | 37.40 (17) | DNS          |              |               |         |

NQ = Ej kvalificerad för 10 000 meter (bara de 12 bästa fick vara med där)
DQ = diskvalificerad

## Regler
Alla 24 deltagare åkte de tre första distanserna; 12 åkare deltog sedan inte på fjärde distansen. Dessa 12 åkare utsågs genom ställningen vid på den längsta av de tre distanserna, samt total ställning efter alla tre distanser, samt följande jämförelser:
1. De 12 främsta på båda listorna kvalificerade sig.
2. För att kunna ta ut 12 åkare, ranordnades åkarna sedan upp i ordning efter sina bästa resultat på vardera lista. Kunde man ändå inte avgöra, hade totalställning företräde framför resultat på längsta distansen.